# AXA
AXA(악사)는 프랑스의 보험 금융 그룹이다. 세계 각국에 생명 보험, 손해 보험, 자산 운용 등 금융 서비스 사업을 전개한다.